# Elfriede Geist
Elfriede Geist (ur. 25 czerwca 1939) – austriacka lekkoatletka, sprinterka.
Podczas mistrzostw Europy w 1954, startując dwa miesiące po ukończeniu 15 lat, odpadła w eliminacjach w biegu na 100 metrów oraz w sztafecie 4 × 100 metrów.
Dwukrotna mistrzyni Austrii w biegu na 100 metrów (1955 i 1957).
Rekordzistka kraju w biegu na 100 metrów (12,0 w 1955) i sztafecie 4 × 100 metrów (48,3 w 1954).